# Zona Fafan
Fafan (en somalí: Faafan) es una de las nueve zonas de la región somalí en Etiopía. Anteriormente era conocida como la zona de Jijiga, llamada así por su ciudad más grande, Jijiga. Otros pueblos y ciudades en esta zona incluyen Harshin, Awbare, Derwernache, Kebri Beyah, Tuli Gulled y Hart Sheik. Fafan limita al sur con Jarar, al suroeste con Nogob, al oeste con la Región de Oromía, al norte con Sitti, y al este con Somalilandia.

## Demografía
Según el censo de 2014 realizado por la Agencia Central de Estadística de Etiopía (CSA), esta zona tiene una población total de 790.794 habitantes, de los cuales 616.810 son hombres y 541.4794 mujeres.
Según el censo de 2007, 203.588 (21,04% son habitantes urbanos), otros 72.153 (11,59% eran pastores). Dos grupos étnicos más grandes reportados en Jirjiga fueron los somalíes (95,6%) y Amhara (1,83%); todos los demás grupos étnicos constituyen el 2,57% de la población. El idioma somalí es hablado como primera lengua por el 95,51%, el amárico por el 2,1% y el oromo por el 1,05%; el 1,34% restante hablaba todos los demás idiomas primarios reportados. El 96,86% de la población dijo ser musulmana, y el 2,11% dijo que practicaba el cristiano ortodoxo. Hay tres asentamientos en la zona para refugiados de Somalia, con 40.060 personas registradas.
El censo nacional de 1997 reportó una población total para esta Zona de 813.200 habitantes en 138.679 hogares, de los cuales 425.581 eran hombres y 387.619 eran mujeres; 155.891 (19,17% de su población) eran habitantes urbanos. Los tres grupos étnicos más grandes reportados en Fafan fueron los somalíes (87,51%), los oromo (7,49%) y los amhara (2,13%); todos los demás grupos étnicos constituyen el 2,87% restante de la población. El somalí era hablado por el 90,23% de los habitantes, el 6,68% oromo y el 2,81% hablaba amárico; el 0,28% restante hablaba todos los demás idiomas primarios reportados. Sólo 61.293 (7,54%) estaban alfabetizados.
Según un memorando del Banco Mundial del 24 de mayo de 2004, el 7% de los habitantes de Fafan tienen acceso a la electricidad, esta zona tiene una densidad vial de 30,5 kilómetros por cada 1000 kilómetros cuadrados, el hogar rural promedio tiene 1,3 hectáreas de tierra (en comparación con el promedio nacional de 1,01 hectáreas de tierra y un promedio de 2,25 para las regiones pastorales) y el equivalente a 1,0 cabezas de ganado. El 28,2% de la población tiene empleos no relacionados con la agricultura, en comparación con la media nacional del 25% y una media regional del 28%. El 21% de todos los niños que reúnen los requisitos están matriculados en la escuela primaria y el 9% en las escuelas secundarias. El 74% de la zona está expuesta a la malaria, y ninguna a la mosca Glossina. El memorando otorgó a esta zona una calificación de riesgo de sequía de 386. En 2006, la zona de Fafan se vio afectada por la deforestación debido a la producción de carbón vegetal.

## Distritos
Según el "Censo de Poblacion de Etiopia 2014" de todos los distritos, Awbare es el más habitado y tiene la población más alta.
|    | Nombre del distrito | Población |
| -- | ------------------- | --------- |
| 1. | Awbare              | 405,161   |
| 2. | Jijiga              | 334,674   |
| 3. | Kebri Beyah         | 197,821   |
| 4. | Harshin             | 95,742    |
| 5. | Tuli Guled          | 92,065    |
| 6. | Gursum              | 32,846    |